# 原臺南州青果同業組合香蕉倉庫
原臺南州青果同業組合香蕉倉庫位於臺南市中西區，位於西市場本館南側，為西市場的附屬建築。於民國九十二年（2003年）5月13日被公告為臺南市市定古蹟。目前與西市場一同整修完畢。

## 沿革
該建築前身是日治時期臺灣漁業株式會社所有的魚賣場，在臺灣漁業總部與魚市場遷到臺南運河旁後，才改由臺南州青果同業組合作為香蕉倉庫使用。二次大戰後，該建築由臺南市農會管理，直到西市場一帶的青果市場遷移他處才遭到廢棄。

## 建築設計
該建築內設有冷藏、加溫等設施，而位置則平行西市場南翼，格局為長條的一字型平面，其結構為磚造一層樓高，有著雙坡水斜屋頂，與西市場之間以近四公尺的走道相串聯。

## 其他
由於在一些網站上有關該建築的圖片常放成隔壁的西市場，導致該建築常和西市場被搞混。

## 圖片

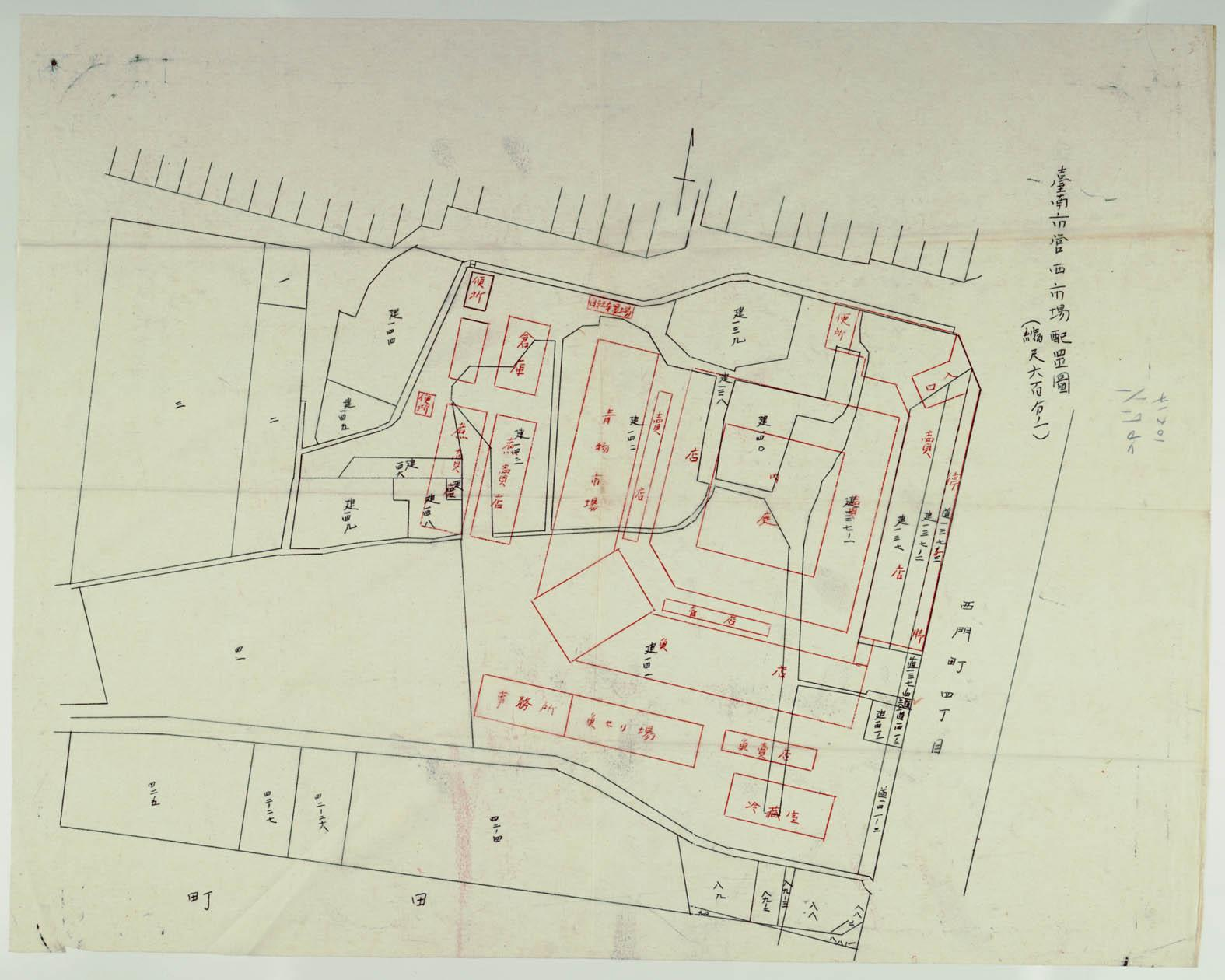
日治時期的西市場配置圖，其中圖中的「魚セリ場」即本棟建築
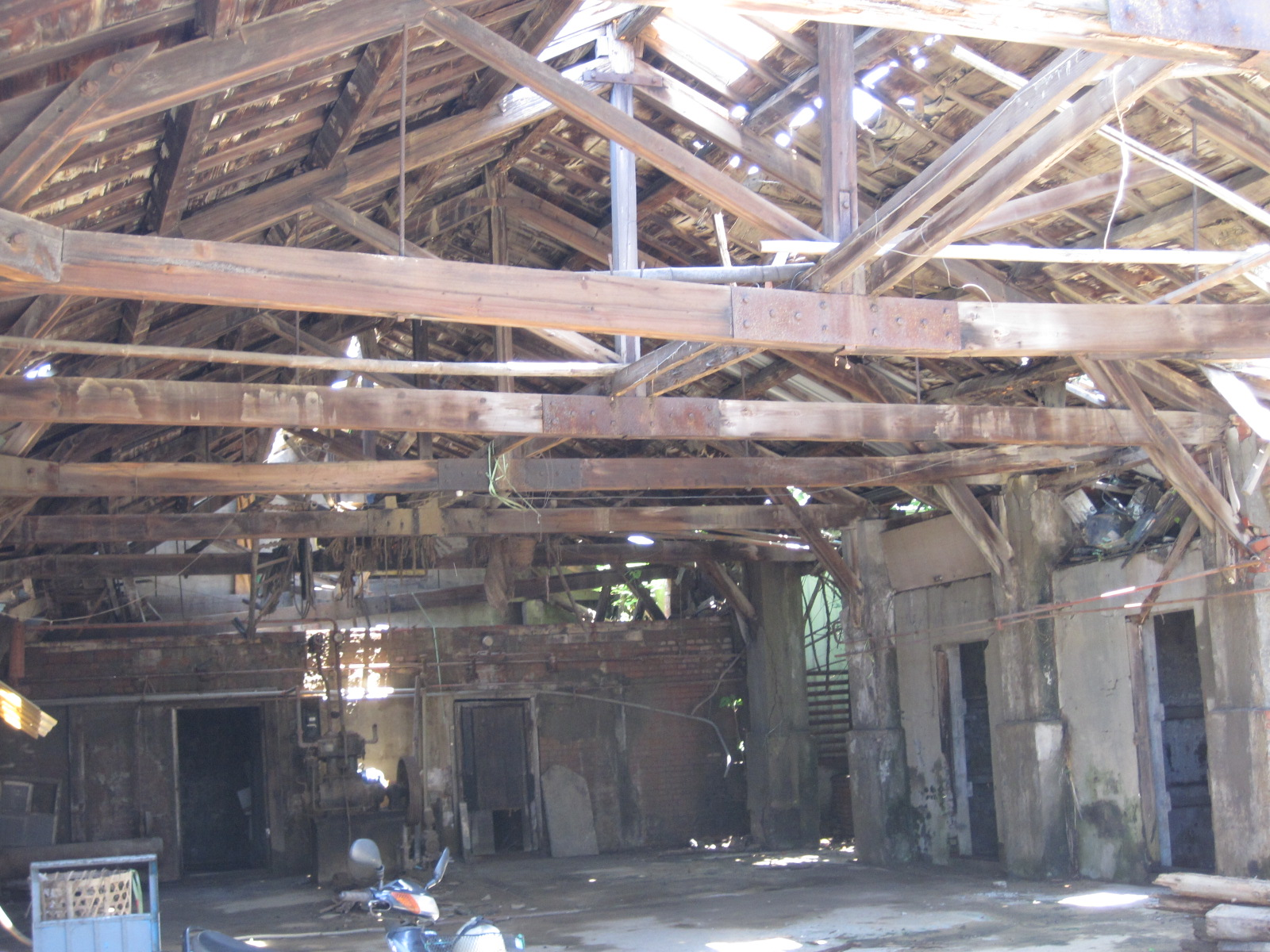
2010年，屋架還未拆卸的倉庫
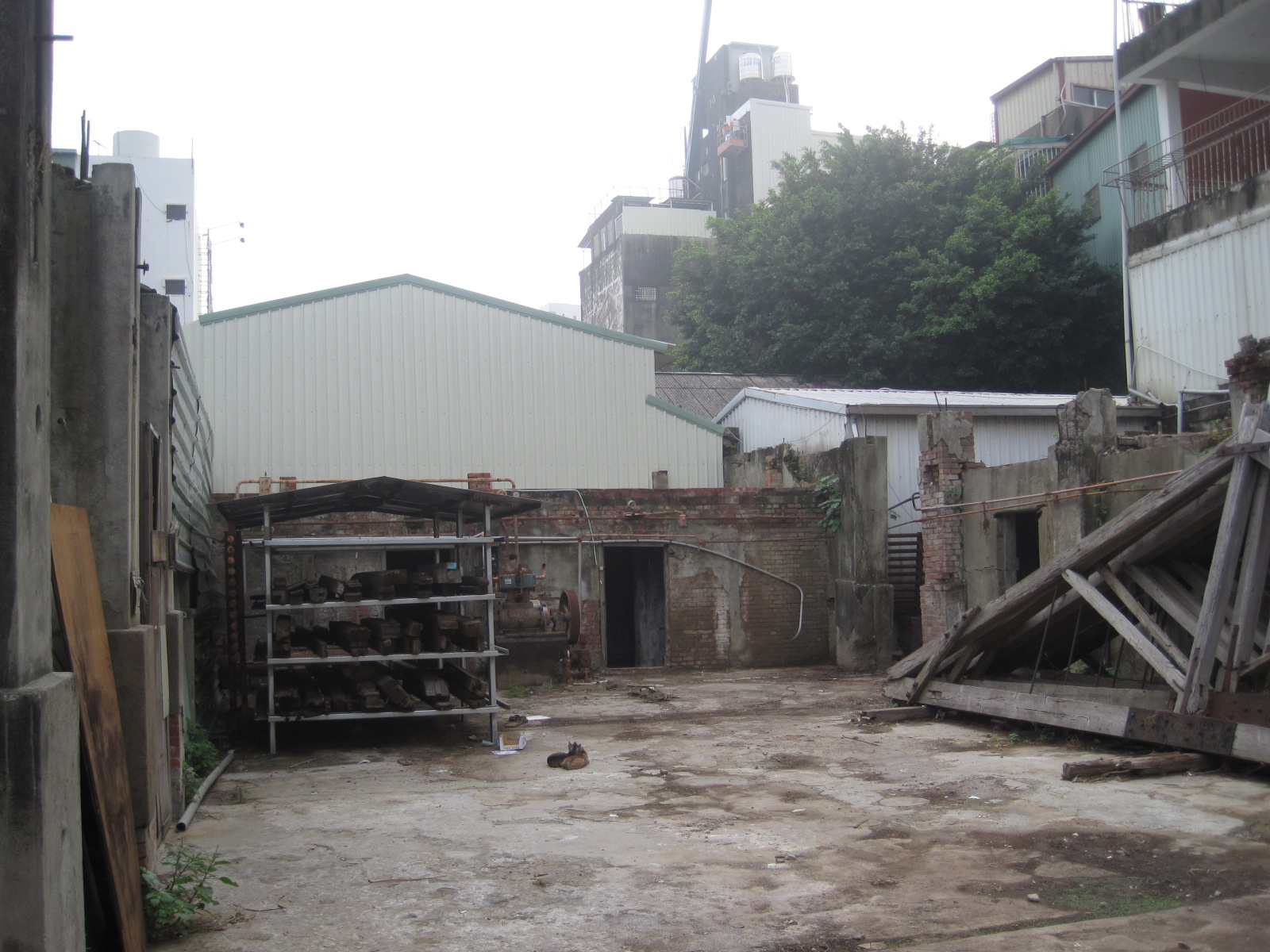
拆掉屋架的香蕉倉庫
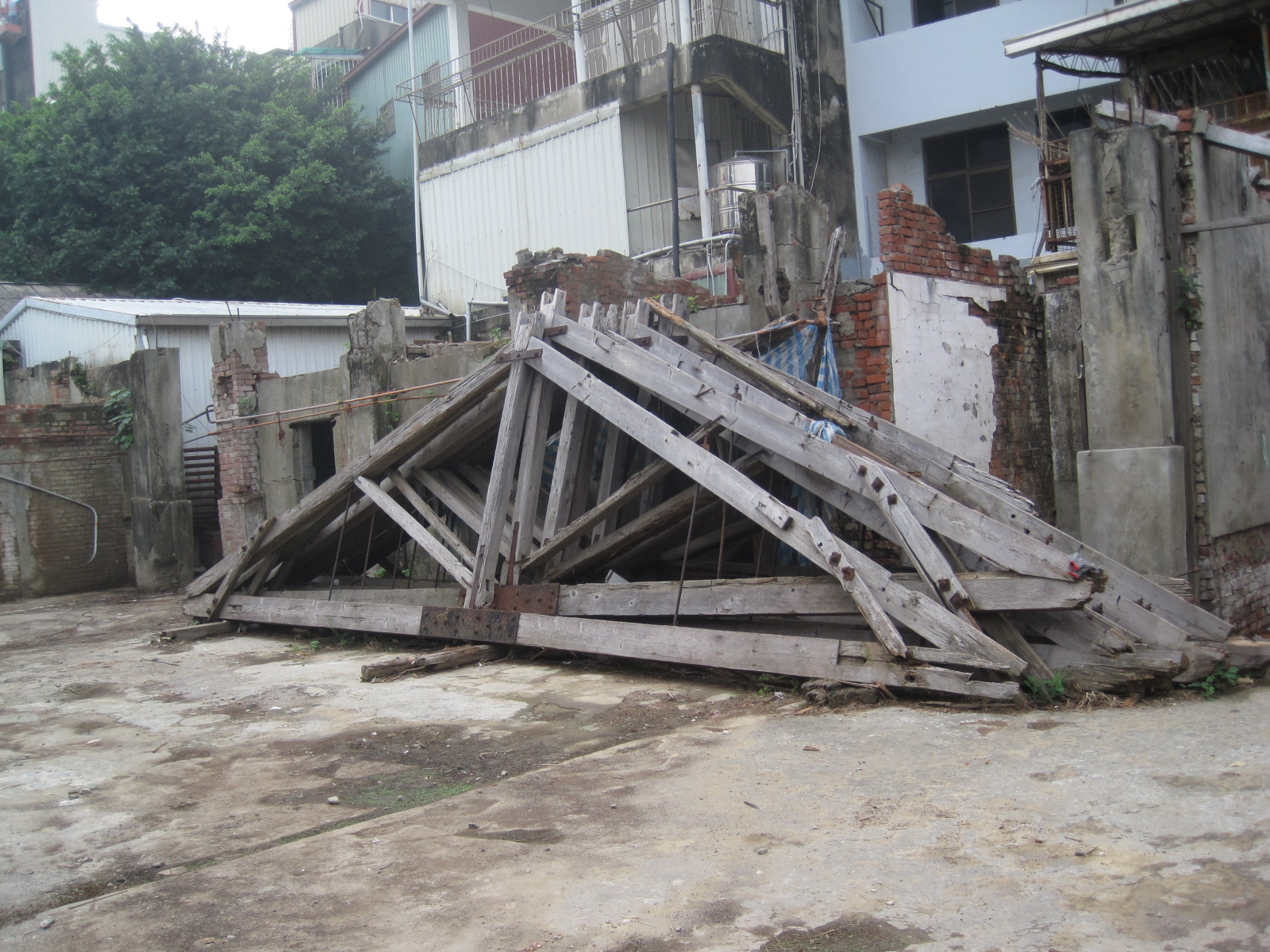
香蕉倉庫被拆下的屋架

## 外部連結
- 文化部文化資產局——原臺南州青果同業組合香蕉倉庫 （页面存档备份，存于）